# AMiBA

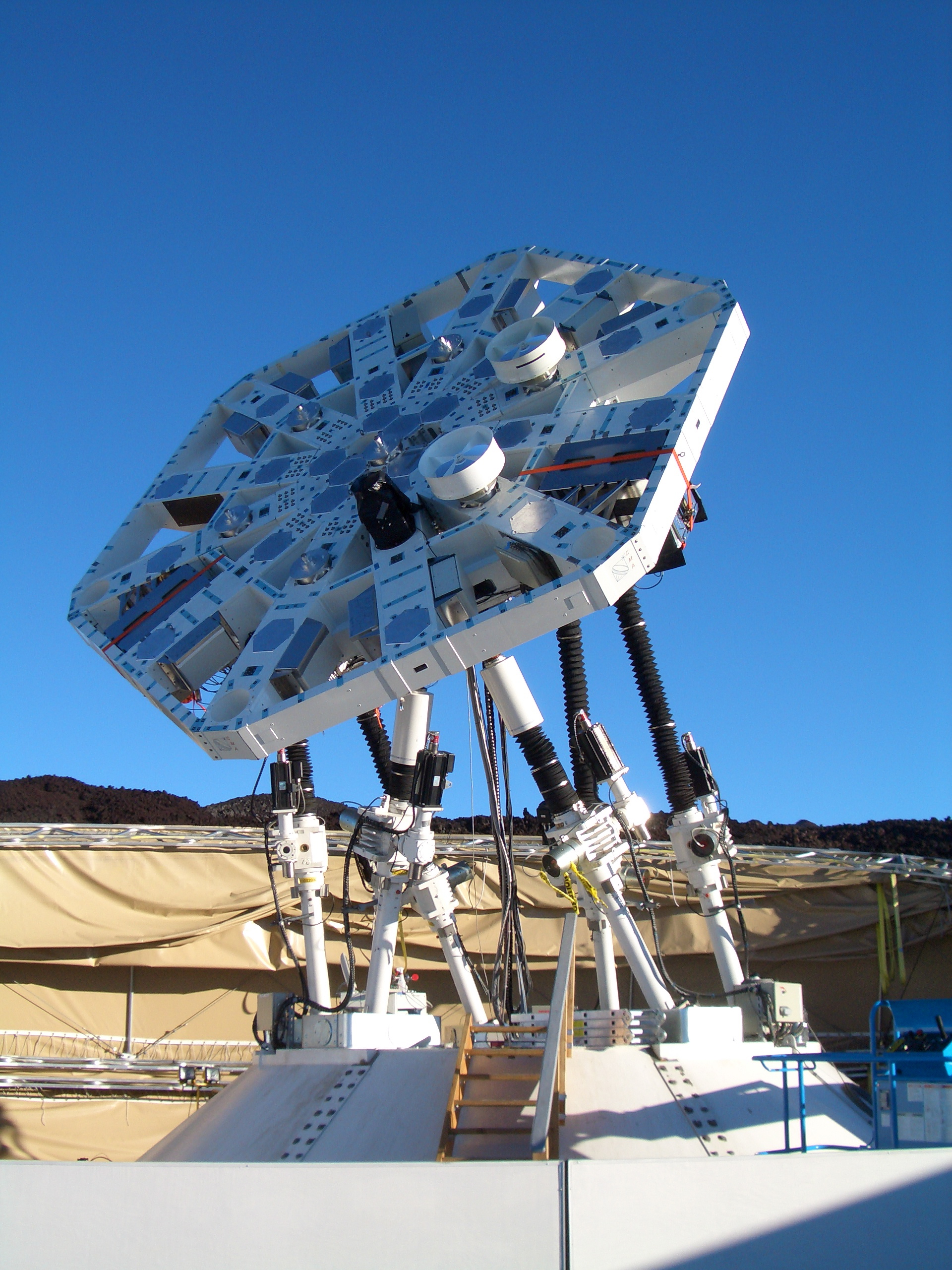
AMiBA under konstruktion 2006

Yuan-Tseh Lee Array for Microwave Background Anisotropy, även känt som Array for Microwave Background Anisotropy (AMiBA), är ett radioteleskop som är utformat för att följa den kosmiska bakgrundsstrålningen och Siunjajev-Zeldovitj-effekten i galaxhopar. Det ligger på Mauna Loas sluttning på ön Hawaii, på 3 396 meters höjd över havet.
AMiBA är för närvarande utrustad med en 13-elements interferometer, som är monterat på ett motoriserat hexapodfäste (sex ställbara stödben). Observationer av 3 millimeters våglängder (86-102 GHz) inleddes i oktober 2006 och upptäckten av sex kluster med Siunjajev-Zeldovitj-effekten aviserades under 2008. Teleskopet var i fas 1 utrustat med 7 element på 0,6 meter men byggdes i fas 2 ut till 13 element, som är 1,2 meter i diameter, vilket stod klart i juni 2009. Teleskopet är utbyggbart upp till 19 element. AMiBA är resultatet av ett samarbete mellan Academia Sinicas institut för astronomi och astrofysik, National Taiwan University och Australien Telescope National Facility. Projektet involverar även forskare från andra universitet.

## Konstruktion

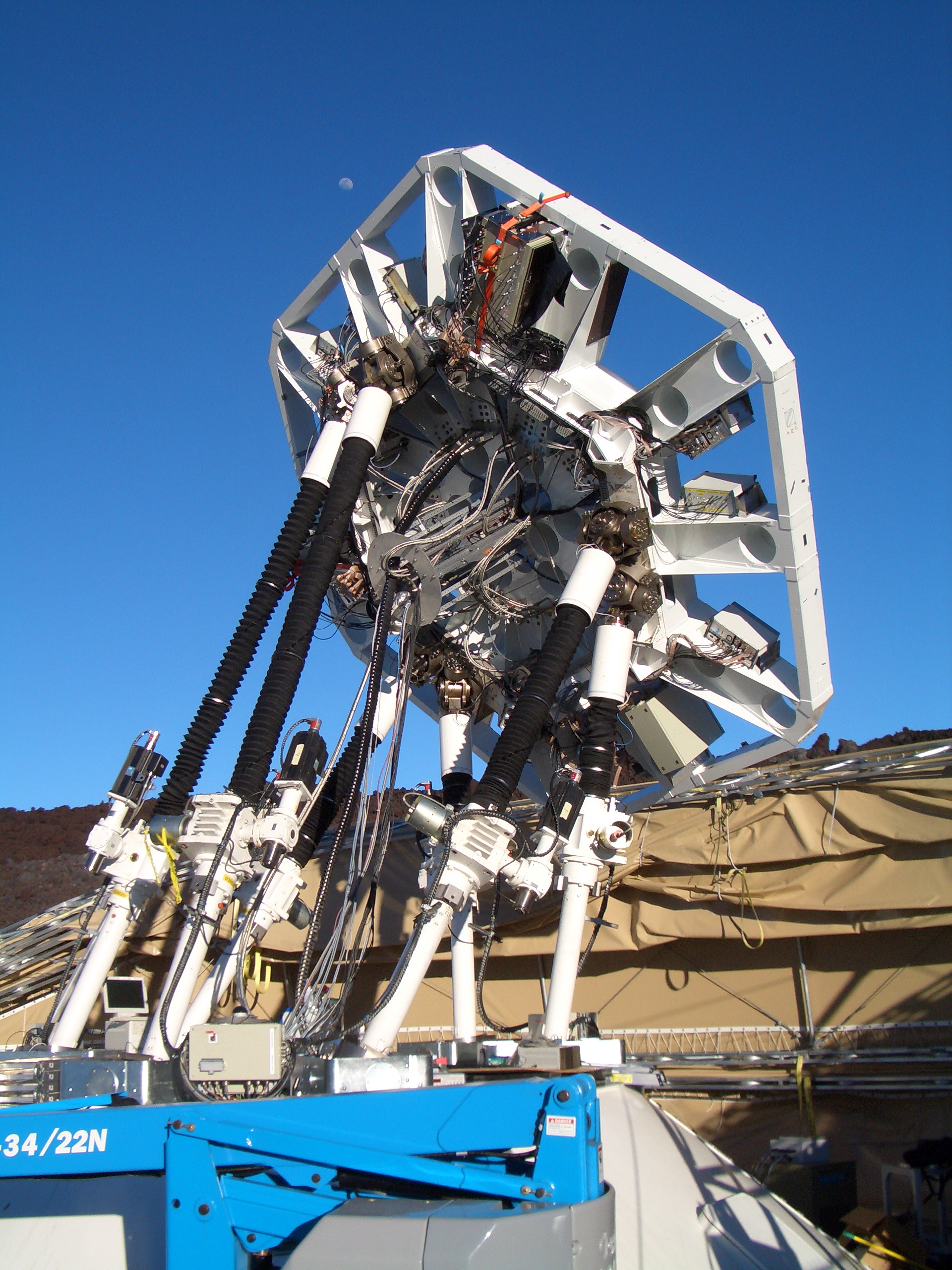
Hexapodstativets stödsida

AMiBA var inledningsvis konfigurerat med en 7-elements interferometer bestående av 0,576 meters Cassegrain-reflektorer, monterade på ett 6 meters kolfiberfäste uppburet av 6 stycken motoriserade stödben (hexapod). Det uppgraderades 2009 till att ha 13 stycken 1,2 meters reflektorer, vilket förbättrade mätningarnas resultat avsevärt. Radioteleskopet ligger på Mauna Loas sluttning på ön Hawaii och mäter på våglängden 3 mm (86–102 GHz), för att minimera förgrundsbruset. Teleskopet har ett uppfällbart tak, som är tillverkat av pvc-väv vilket bärs upp av sju fackverksramar i stål.
Mottagarna är baserade på Monolithic Microwave Integrated Circuits (MMIC-teknik), med lågbrusförstärkare som är kylda till 15 K, med 20 GHz bandbredd, som ger 46 dB förstärkning. Signalerna mixas med en lokaloscillator för att minska frekvensen, före korrelation med en analog korrelator. Systemtemperaturerna ligger mellan 55 och 75 K.
AMiBA startade 2000, med finansiering för fyra år från Cosmology and Particle Astrophysics Project från Taiwan Ministry of Education. En 2-elements prototyp sattes upp på Mauna Loa 2002. Ytterligare finansiering för en andra fyraårsperiod lämnades av National Science Council. Fästet kom på plats 2004 och plattformen installerades 2005. De första 7 elementen installerades sedan ("AMiBA7"), och teleskopets "first light" inträffade i september 2006 med en mätning på Jupiter. Teleskopet invigdes i oktober 2006 av Yuan T. Lee. Matrisen uppgraderades till tretton 1,2 meters element i mitten av 2009 ("AMiBA13"). Det är utbyggbart upp till 19 element.

## Observationer
Det primära målet för AMiBA är att observera både temperatur och anisotropa polariseringar i den kosmiska bakgrundsstrålningen, i multipoles mellan 800 och 8 000 (motsvarande mellan 2 och 20 bågminuter), samt observera den termiska Siunjajev-Zeldovitj-effekten i galaxhopar, som har en maximal minskning runt 100 GHz. I sin inledande konfiguration, mättes multipoles upp på 3 000, med en upplösning på cirka 6 bågminuter. Teleskopet mäter bara nattetid samt vid god väderlek och använder planeter för kalibrering (pointing).
Sex kluster identifierades under 2007: Abell-klustren 1689, 1995, 2142, 2163, 2261 och 2390, som har en rödförskjutning mellan 0,091 och 0,322. För de största och ljusaste fyra av dessa Abell 1689, 2261, 2142 och 2390 gjordes jämförelser med röntgen med hjälp av Weak gravitational lensing i Subaru-teleskopet vid Mauna Kea-observatoriet för att studera klustrens layout och radiella egenskaper, särskilt massaprofilerna och baryoninnehållet. Prognosen var att AMiBA med antingen 13 eller 19 element kommer att kunna upptäcka runt 80 kluster per år via SZ effekten.

## Samarbete
AMiBA är resultatet av ett samarbete mellan Academia Sinicas institut för astronomi och astrofysik, National Taiwan University och Australien Telescope National Facility. Det involverar också forskare från Harvard-Smithsonian Center for Astrophysics, på National Radio Astronomy Observatory, på University of Hawaii, Universitetet i Bristol, Nottingham Trent University , Kanadensiska institutet för teoretisk astrofysik och Carnegie Mellon University.